# Maccabi Herzliya
Maillots
Le Maccabi Herzliya Football Club (en hébreu : מועדון כדורגל מכבי הרצליה), plus couramment abrégé en Maccabi Herzliya, est un club israélien de football fondé en 1932 et basé dans la ville de Herzliya.

## Palmarès
| \| - Coupe d'Israël : - Finaliste : 2004-05. - Championnat d'Israël de deuxième division (2) : - Champion : 1992-93 et 2005-06. \| \| - Coupe de la Ligue israélienne (1) : - Vainqueur : 2006-07. \| |  |                                                              |
| - Coupe d'Israël : - Finaliste : 2004-05. - Championnat d'Israël de deuxième division (2) : - Champion : 1992-93 et 2005-06.                                                                          |  | - Coupe de la Ligue israélienne (1) : - Vainqueur : 2006-07. |

## Personnalités du club

### Présidents
- Ariel Sheiman

### Entraîneurs
- Haim Shabo
- Ofer Talker
- Idan Bar-On